# Stymie Beard
Pour les articles homonymes, voir Beard.
Matthew Beard dit Stymie Beard est un acteur américain (Los Angeles, 1er janvier 1925 - Los Angeles, 8 janvier 1981, d'une pneumonie), un des jeunes acteurs de la série de films Les Petites Canailles (Our Gang). Tout d'abord membre des Little Rascals, Stymie était le petit garçon au crâne rasé que l'on a pu voir dans des films comme Kid Millions, Rainbow on the River, Jezebel, Beloved Brat, Way Down South et The Return of Jesse James.

## Filmographie
- 1927 : La Petite Vendeuse (My Best Girl) de Sam Taylor : Child
- 1927 : La Case de l'oncle Tom (Uncle Tom's Cabin) d'Harry A. Pollard : Child
- 1929 : Hearts in Dixie de Paul Sloane : Child
- 1929 : Show Boat de Harry A. Pollard : Child
- 1929 : Hallelujah ! de King Vidor : Child
- 1930 : Mamba d'Albert S. Rogell : Child
- 1930 : Teacher's Pet (en) : Hercules
- 1930 : School's Out : Stymie
- 1931 : Helping Grandma : Stymie
- 1931 : Love Business : Stymie
- 1931 : Little Daddy : Stymie
- 1931 : Bargain Day : Stymie
- 1931 : Fly My Kite : Stymie
- 1931 : Big Ears (en) de Robert F. McGowan : Stymie
- 1931 : Shiver My Timbers (en) de Robert F. McGowan : Stymie
- 1931 : Dogs Is Dogs (en) de Robert F. McGowan : Stymie
- 1932 : Readin' and Writin' (en) de Robert F. McGowan : Stymie
- 1932 : Free Eats (en) de Ray McCarey : Stymie
- 1932 : Choo-Choo! (en) de Robert F. McGowan : Stymie
- 1932 : Spanky : Stymie / Oncle Tom / Topsy
- 1932 : The Pooch (en) de Robert F. McGowan : Stymie
- 1932 : Hook and Ladder (en) de Robert F. McGowan : Stymie
- 1932 : Free Wheeling : Stymie
- 1932 : Birthday Blues : Stymie
- 1932 : A Lad an' a Lamp : Stymie
- 1933 : Fish Hooky : Stymie
- 1933 : Forgotten Babies : Stymie
- 1933 : The Kid from Borneo : Stymie
- 1933 : Mush and Milk : Stymie
- 1933 : Bedtime Worries (en) de Robert F. McGowan : Stymie
- 1933 : Wild Poses de Robert F. McGowan : Stymie
- 1934 : The Cracked Iceman
- 1934 : Hi'-Neighbor! : Stymie
- 1934 : Four Parts
- 1934 : For Pete's Sake! : Stymie
- 1934 : The First Round-Up (en) de Gus Meins : Stymie
- 1934 : Honky Donkey : Stymie
- 1934 : Mike Fright : Stymie
- 1934 : Washee Ironee : Stymie
- 1934 : Buddy the Detective de Jack King : Stymie
- 1934 : Kid Millions de Roy Del Ruth : Child on tugboat
- 1934 : Shrimps for a Day : Stymie
- 1935 : Anniversary Trouble : Stymie
- 1935 : Beginner's Luck : Stymie
- 1935 : Teacher's Beau : Stymie
- 1935 : The Littlest Rebel : Black Boy
- 1935 : Capitaine Blood (Captain Blood) de Michael Curtiz : Governor's attendant
- 1936 : Je n'ai pas tué Lincoln (The Prisoner of Shark Island) de John Ford : Boy Come To Fetch Dr Mudd
- 1936 : Grand Jury d'Albert S. Rogell : Marshmallow
- 1936 : Rainbow on the River : Lilybell Jones
- 1937 : A Day at Santa Anita : Eclipse
- 1937 : Reunion in Rhythm : Stymie
- 1937 : Penrod and Sam : Buzz, Junior G-Man
- 1937 : Slave Ship : Black Boy on Pier
- 1938 : L'Insoumise (Jezebel) de William Wyler : Ti Bat
- 1938 : The Beloved Brat : Pinkie White
- 1938 : Two-Gun Man from Harlem : Jimmy Thompson
- 1938 : Kentucky de David Butler : Boy
- 1939 : The Great Man Votes (en) : Friend of Davy
- 1939 : Outside These Walls : Penny
- 1939 : La Chanson du Sud (Way Down South) de Leslie Goodwins et Bernard Vorhaus : Gumbo
- 1939 : Swanee River de Sidney Lanfield : Negro Boy
- 1940 : Broken Strings (en) de Bernard B. Ray : Dickey Morley
- 1940 : The Return of Frank James : Mose
- 1941 : La Reine des rebelles (Belle Starr) d'Irving Cummings : Young Jaks
- 1943 : Symphonie magique (Stormy Weather) d'Andrew L. Stone : Stage Hand
- 1944 : The Bridge of San Luis Rey de Rowland V. Lee : Pancho
- 1945 : Fallen Angel : Shoeshine Boy
- 1947 : En marge de l'enquête (Dead Reckoning) de John Cromwell : Bellboy
- 1953 : The Vanquished : Dr Colfax's Stable Boy
- 1974 : It's Good to Be Alive (TV) : Stymie
- 1974 : The First Woman President (TV)
- 1974 : Truck Turner et Cie (Truck Turner) de Jonathan Kaplan : Desk Officer / Clerk
- 1975 : Huckleberry Finn (TV) : Jeremiah
- 1976 : Disco 9000 : Harold Jackson
- 1978 : The Buddy Holly Story de Steve Rash : Luthor
- 1979 : Backstairs at the White House (feuilleton TV) : Luke Henry
- 1980 : Pray (TV) : Willie Washington, Usher
- 1981 : East of Eden (feuilleton TV) : Cotton Eye
- 1981 : The Sophisticated Gents (TV) : Mickey Mouse